# Station Białowieża Wąskotorowa
Station Białowieża Wąskotorowa was een station voor een aantal smalspoorlijnen in de Poolse plaats Białowieża.